# Synagogue orthodoxe de Košice
 (juillet 2025).
La synagogue orthodoxe de Košice, une ville de l'est de la Slovaquie, a été construite en 1899. Elle n'est plus utilisée comme synagogue.

## Description
Le bâtiment blanchi à la chaux présente des fenêtres cintrées sur deux étages. La façade est surmontée d'un fronton avec les tables de la loi.
À l’intérieur, la galerie des femmes s’étend sur trois côtés.
La bimah n'est plus là, et seule la niche de l'Arche sainte subsiste. Les murs sont entièrement peints de motifs géométriques décoratifs.

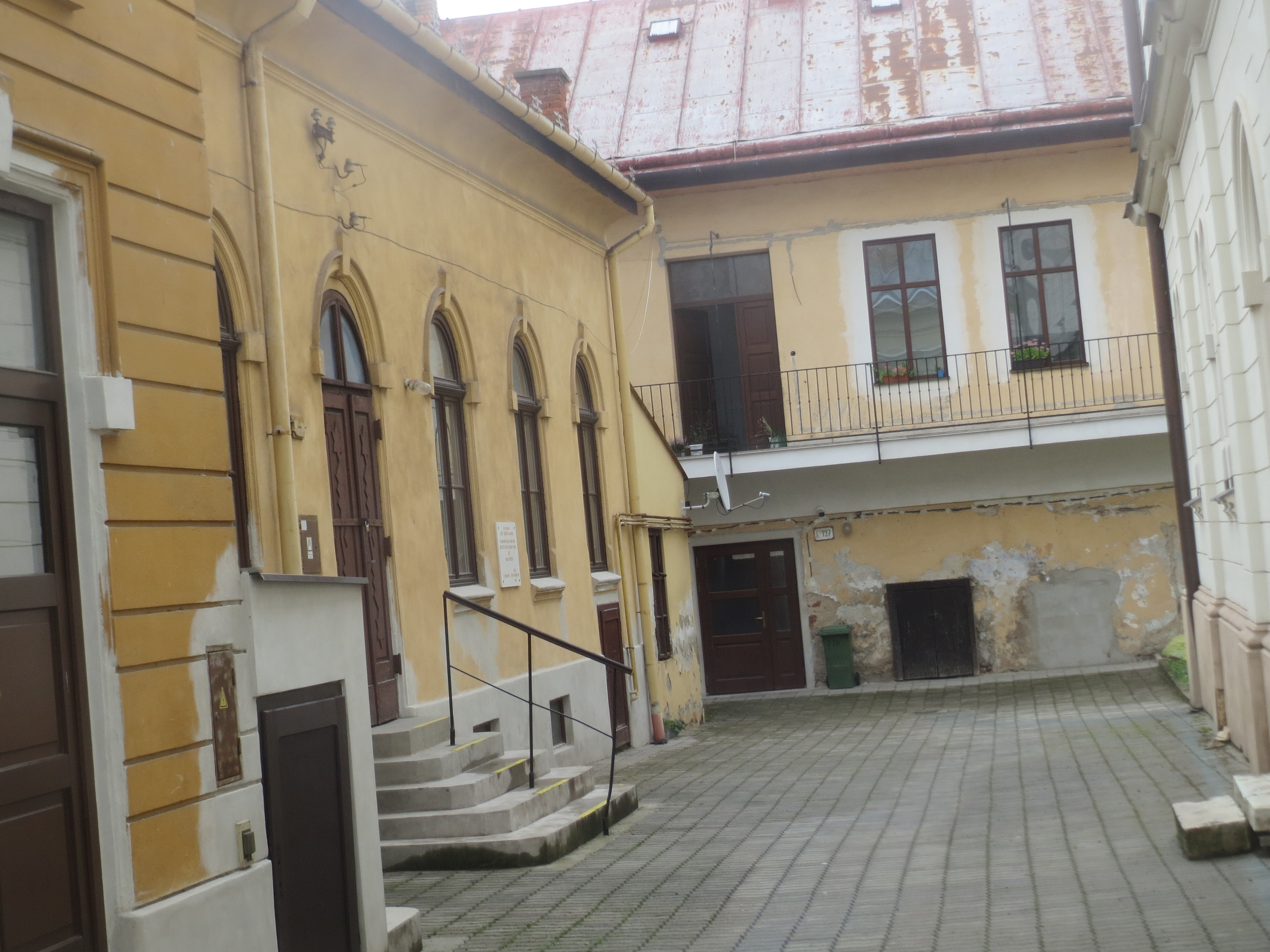
Maison de prière à côté de la synagogue (2021)

À côté de la synagogue, une petite maison de prière a été construite entre 1900 et 1904, qui est à nouveau utilisée pour les services depuis 1993.

## Sources
1. ↑  Maroš Borský: Synagogue Architecture in Slovakia Towards Creating a Memorial Landscape of Lost Community Dissertation an der Hochschule für Jüdische Studien Heidelberg, 2005, P. 65. Beschreibung. Consulté le 18 décembre 2021.
2. ↑  Maroš Borský: Synagogue Architecture in Slovakia Towards Creating a Memorial Landscape of Lost Community Dissertation an der Hochschule für Jüdische Studien Heidelberg 2005, P. 164. Beschreibung. Consulté le 18 décembre 2021.